# Alfred Loewenguth
Alfred Loewenguth   (18è districte de París, 15 de juny de 1911 - Orsay, 11 de novembre de 1983) va ser un violinista clàssic francès del segle xx.
Loewenguth va començar a aprendre el violí als 8 anys i va tenir el seu primer estudiant als 12 anys. Als 16 anys, va ingressar al Conservatori de París i va començar l'estudi del violí als 17 anys. Va guanyar el primer premi al Conservatori de París i les primeres medalles de música de cambra i solfeig. Allà va ser alumne d'André Tourret i Roger-Ducasse per a música de cambra.
El 1929 va crear el Quartet de Loewenguth, al qual també pertanyia el seu germà, el violoncelista Roger Loewenguth. Però el "grand format" del Quartet de Loewenguth estava compost per Alfred Loewenguth (1er violí), Maurice Fueri (2n violí), Roger Roche (viola) i Pierre Basseux (violoncel). Aquest quartet de corda va tenir una reputació internacional i va gravar nombrosos discos de Johann Sebastian Bach a Darius Milhaud, amb preferència per Joseph Haydn, Mozart, Beethoven i la música francesa. Va guanyar un "Grand Prix du disquet" per als quartets de Claude Debussy i Maurice Ravel (Deutsche Grammophon).
El 1959 va fundar les "Orchestres de jeunes Alfred Loewenguth" (OJAL) i va crear el festival de música Sceaux Orangerie el 1969.
També va fundar i dirigir el conservatori del "9è arrondissement" (barri) de París, professor al conservatori de Stuttgart, la "Schola Cantorum" de París i l'Acadèmia Internacional de Niça.
Tot i que va dedicar la major part de la seva activitat musical a la pedagogia i la música de cambra, amb el seu quartet o com a duo (durant més de cinquanta anys amb la pianista Françoise Doreau (1910-2011), també va tenir una carrera com a solista. El director de cinema Benoît Jacquot li va dedicar un documental "Enfance Musique" el 1979.